# Skolekodont

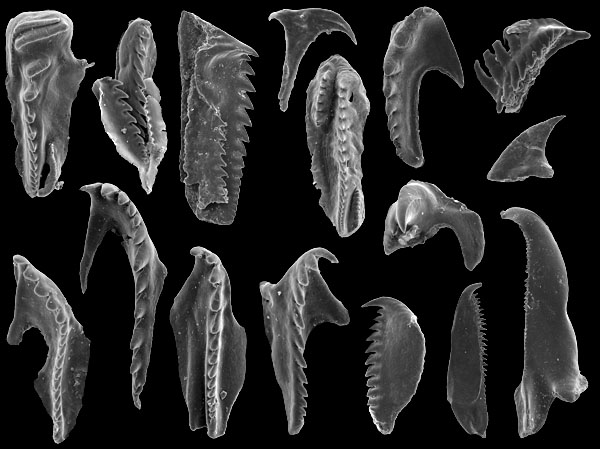
Různé skolekodonty datované do ordoviku a siluru

Skolekodont je označení pro fosilii čelistního aparátu mnohoštětinatých kroužkovců. Skolekodonty představují běžné a rozmanité mikrofosilní pozůstatky, jež se objevují v nalezištích od kambrické periody až po současnost, s nejběžnějším výskytem v mořských ložiscích ordoviku, siluru a devonu. Skolekodonty jsou řazeny v rámci řady vyhynulých čeledí (např. Atraktoprionidae, Hadoprionidae, Kalloprionidae, Mochtyellidae, Paulinitidae, Polychaetaspidae, Ramphoprionidae, Rhytiprionidae, Skalenoprionidae, Symmetroprionidae, Xanioprionidae), nicméně některé z nich byly přisouzeny i čeledím recentním (Oenonidae, Onuphidae a Dorvilleidae).
První nález zkamenělého čelistního aparátu mnohoštětinatce se datuje do roku 1854 a pochází ze silurských vrstev estonského ostrova Saaremaa, prvotně se však dočkal chybné interpretace jako rybí zuby. Následující rok došlo k popisu otisků těl mnohoštětinatých červů se špatně zachovalými čelistmi, přičemž tyto vzorky pocházely z italských třetihorních vrstev. Základ pro názvosloví skolekodontů položily studie britského paleontologa George J. Hindeho z konce 19. století, popisující fosilie z Anglie, Walesu, Kanady a Švédska.